# Volodymyr Javorivskyj
Volodymyr Olexandrovyč Javorivskyj (ukrajinsky Яворівський Володимир Олександрович; 11. října 1942 – 16. dubna 2021) byl ukrajinský spisovatel a politik.

## Život
Narodil se 11. října 1942 ve vesnici Teklivka ve Vinnycké oblasti. V roce 1963 absolvoval obor „Ukrajinský jazyk a literatura“ na Oděské národní univerzitě I. I. Mečnikova.
Pracoval jako redaktor oděského rozhlasu, korespondent redakce několika novin („Záporožská pravda“), scenárista lvovské televize, literární konzultant, referent Svazu spisovatelů Ukrajinské SSR, zástupce šéfredaktora časopisu „Vitčyzna“ („Vlast“). Příslušník Svazu spisovatelů Ukrajiny a Svazu novinářů Ukrajiny.

## Politická činnost
Mezi lety 1981 až 1990 byl členem KSSS. Byl jedním ze zakladatelů ukrajinského opozičního hnutí, tzv. RUCHu. Od roku 1989 stál v čele Kyjevské koordinační rady RUCHu. Po získaní nezávislosti několikrát kandidoval do ukrajinského parlamentu za různé demokraticky orientované politické strany. Naposledy byl členem Bloku Julie Tymošenko. Stál v čele parlamentního výboru pro kulturu a duchovnost.

## Vyznamenání
- Řád za zásluhy III. třídy (Ukrajina, 23. srpna 2005)[2]

## Dílo
- Seznam děl v Souborném katalogu ČR, jejichž autorem nebo tématem je Volodymyr Javorivskyj

### Sbírky povídek
- 1968 А яблука падають (A jablka padají)
- 1971 Гроно стиглого винограду (Hrozen zralého vína)

### Sbírky esejů
- 1975 Крила вигострені небом (Křídla nabroušená nebem)
- 1977 Тут, на землі (Tady, na zemí)
- 1980 І в морі пам'ятати джерело
- 1985 Право власного імені (Právo na vlastní jméno)
- 2002 Що ж ми за народ такий? (Co jsme to za divný národ?)

### Novely
- 1984 З висоти вересня (Z výšky září)
- 1984 Вічні Кортеліси (Věčné Kortelisy – oceněn státním vyznamenáním T. H. Ševčenka)

### Romány
- 1978 Ланцюгова реакція (Řetězová reakce – o stavbě Černobylské atomové elektrárny)
- 1979 Оглянься з осені (Ohlédni se z podzimu)
- 1980 Автопортрет з уяви (Autoportrét podle představy)
- 1988 Марія з полином у кінці століття (Marie z Černobylu)
- 2000 Криза (Krize)

### Vyšlo v češtině
- Volodymyr Javorivskyj: Marie z Černobylu, Odeon, Praha 1989; přeložila Dagmar Dvořáková